# 聖母と聖ヨハネとキリストの磔刑
『聖母と聖ヨハネとキリストの磔刑』（せいぼとせいヨハネとキリストのたっけい、蘭: De kruisiging met Maria en Johannes、英: Crucifixion with the Virgin and St John）は、オランダ黄金時代の画家ヘンドリック・テル・ブルッヘンが1625年ごろ、キャンバス上に油彩で制作した絵画である。プロテスタントのカルヴァン派が主流であったネーデルラント連邦共和国の、おそらくユトレヒトにあったカトリックの「隠れ教会」(蘭: schuilkerk) 用の祭壇画として制作されたと思われる。1956年、ロンドンのサウス・ハックニー にあった爆撃された教会から発見された時、絵画は知られていなかったが、同年11月のサザビーズの競売に登場するまでには、ユトレヒトのカラヴァッジョ様式の重要な作例として認識されていた。作品は、その競売でニューヨークのメトロポリタン美術館に購入された。
絵画の保存状態は良い。聖母マリアの灰色の外套と夜空の灰色がかった緑色は当初はもっと鮮やかであったが、退色しやすいスマルト顔料で塗られたため色が褪せていることを示唆している。

## 来歴

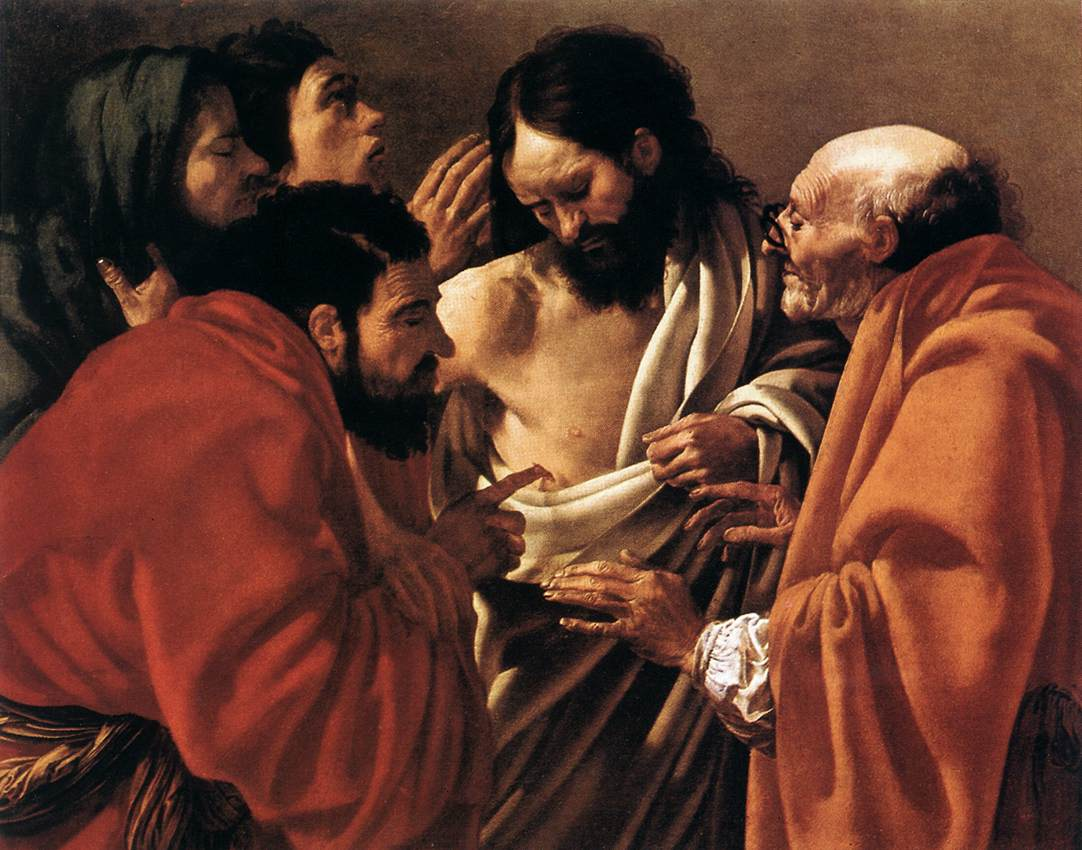
『聖トマスの懐疑』、キャンバス上に油彩、108.8 x 136.5 cm, アムステルダム国立美術館

制作年は部分的にしか判読できないが、本作は、テル・ブルッヘンが1625年に制作した『聖イレーネに介護される聖セバスティアヌス』（アレン記念美術館、オーバリン、オハイオ州) に様式的にもっとも近い。おそらく、作品は礼拝堂、または私設教会のために委嘱されたと思われるが、その礼拝堂、または教会がカトリックのものであったのか、プロテスタントのものであったのかについては論争がある。ユトレヒトではカトリックは容認されていたものの、奨励されてはいなかった。
1657年6月27日の競売用のヨハネス・デ・レニアルメの死後の目録は、137番として「Een Christus aen 't cruys, van Van der Brugge」という作品を載せており、150ギルダーと見積もられているが、おそらく本作のことである。作品は、1898年から1956年までロンドンのサウス・ハックニーにあったクライスト教会 (Christ Church) の側面礼拝堂の祭壇画であったが、1956年に教会は取り壊され、作品はハックニーの聖ヨハネ教会に移された。教会は、オックスフォードのナイジェル・フォックスウェル (Nigel Foxell) に75ポンドで売却した。 フォックスウェルは、1956年11月28日に絵画をサザビーズの競売に出品した。絵画は作品番号115として15,000ポンドで売却された。フォックスウェルは、サザビーズの10％の手数料を引いた額の利益をロンドン教区に寄贈した。

## 構図

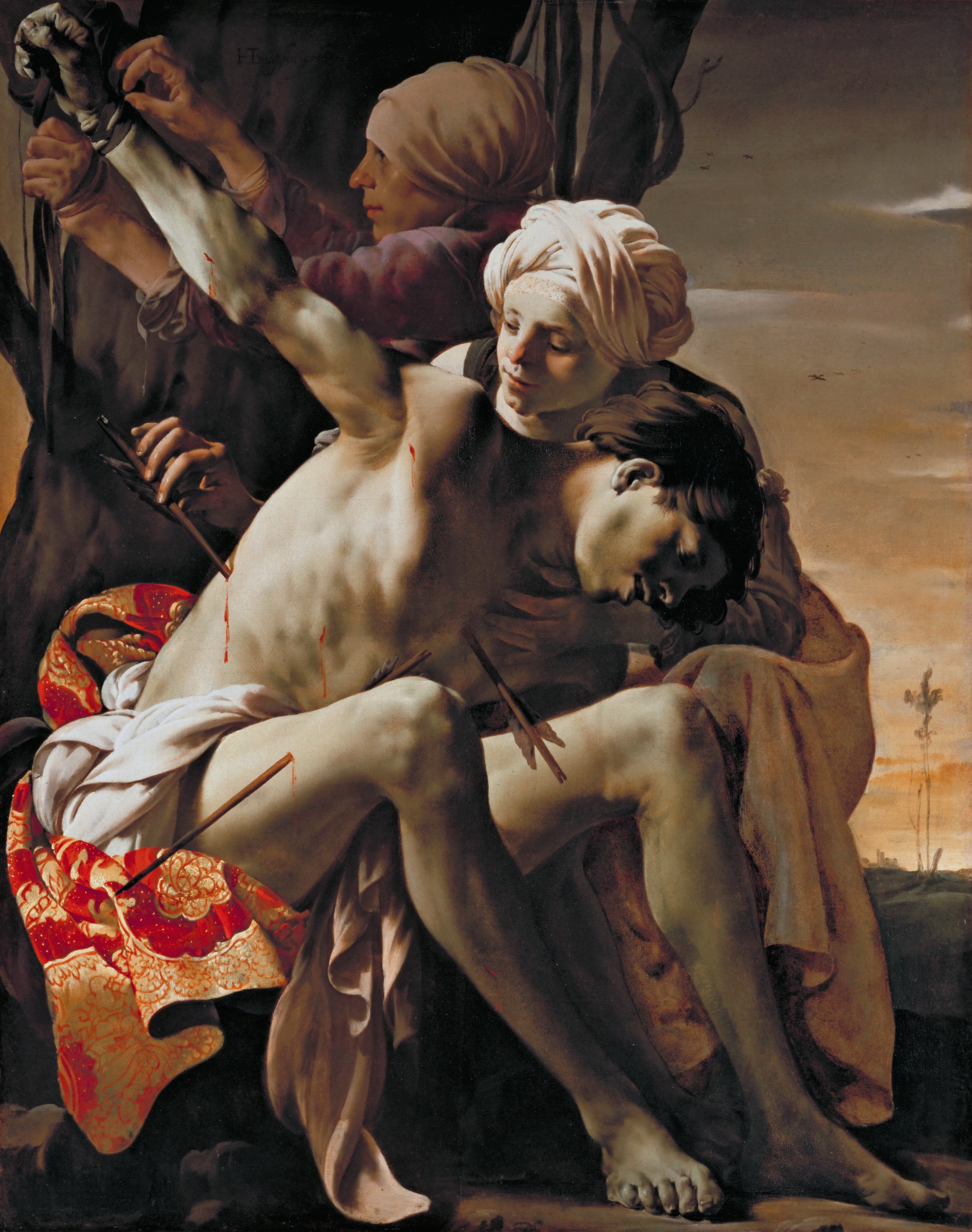
『聖イレーネに介護される聖セバスティアヌス』、キャンバス上に油彩、149 x 119.4 cm、アレン記念美術館

テル・ブルッヘンの絵画は、『新約聖書』中の「ヨハネによる福音書」から採られている。「それで、イエス・キリストが愛した弟子を傍らにして、母を見た時、『女性よ、あなたの息子を見なさい！』と言った。それから、弟子に、『あなたの母を見なさい！』と言った。そして、その時に弟子は彼女を彼の家に連れていった」 (「ヨハネによる福音書」 19:26-27)。死せるキリストは、聖母マリアと使徒ヨハネが悼んでいる。 十字架の下には骨があり、それは伝統的にアダムの骨だとされている。情景は深い闇の中に設定されており、星が背後に見える。
低い地平線と、この作品が祭壇画として展示されたであろう高い位置により、鑑賞者は頭蓋骨と骨に真正面から向き合うことになり、鑑賞者が地理的に (頭蓋骨がある場所であるゴルゴタ) 、そして実在的に (メメント・モリの形で) どこにいるかを教えられる。 キリストの頭部は、1621年から1623年に描かれたテル・ブルッヘンの『聖トマスの懐疑』 (アムステルダム国立美術館) のキリストに類似している。テル・ブルッヘンが一度ならず同じモデルを利用したことは、オーバリンの絵画に見られる聖セバスティアヌスと本作の聖ヨハネの間の類似性により示唆される。
作品の星空は、「マタイによる福音書」にある「6時から9時まで地を暗闇が覆った」から採られている (「マタイによる福音書」 27:45) 。テル・ブルッヘンは、情景を非常に自然に描いているため、本当に彼が完全な日食を目撃したかのように思えてくる。実際、彼がローマにいた時の1605年10月12日の水曜日に日食があったのである。ただし、完全な日食が起きた場所はシチリアであった。日食の情景は、画家の『聖イレーネに介護される聖セバスティアヌス』に用いられたものと同じような様式で描かれているように見える。
おそらく、本作はユトレヒトにおける対抗宗教改革の文脈に位置づけられ、したがってカトリックの顧客のために描かれたであろうということは、キリストの傷から流れ出る不自然で、古めかしい血液の描き方により示唆される。キリストの血液は視点上に描かれたように見え、聖餐の明確な象徴として機能している。この文脈で、聖母マリアは信心深い人の取り成し役となっている。この血液のモティーフは1400年以前の絵画や、その直後のヤン・ファン・エイクの『磔刑』(ベルリン絵画館) などに頻繁に描かれたが、テル・ブルッヘンの時代には、カルヴァン派のイコノクラスムとトリエント公会議後のカトリックの神学により滅多に描かれなくなった。
マリアが教会を象徴するとすれば、ヨハネは司祭を象徴する。彼らは様式的に新しく、カラヴァッジョ的な外見により、古めかしく描かれているキリストとは区別される。鑑賞者は、キリストのお馴染みの図像的描写に安堵したであろうが、洗練された趣味の人は、ヨハネとマリアの流行していた描写を堪能し、他の知られていた作品を参考にしていることを賞賛したであろう。本作の構図は、テル・ブルッヘンの時代までには広く流通していたアルブレヒト・デューラーの1511年の版画の構図、テル・ブルッヘンがユトレヒトの聖ヨハネ教会 (St. John's Church) で見たであろう『ヘンドリック・ファン・レインの磔刑』 (1363年) の構図、 ドイツのマティアス・グリューネヴァルトの『磔刑』 (1470-1528年ごろ) の構図と比較されてきた。

## 関連作品

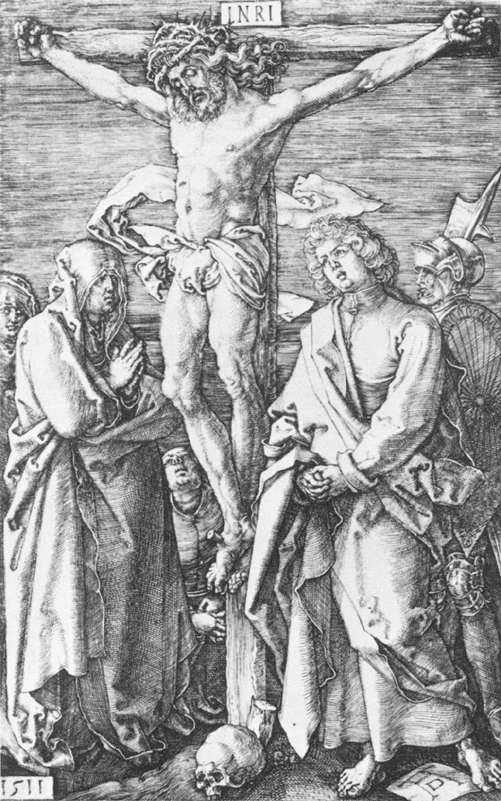
アルブレヒト・デューラーの版画、『磔刑』 (No. 11) (1511年) 、メトロポリタン美術館、ニューヨーク
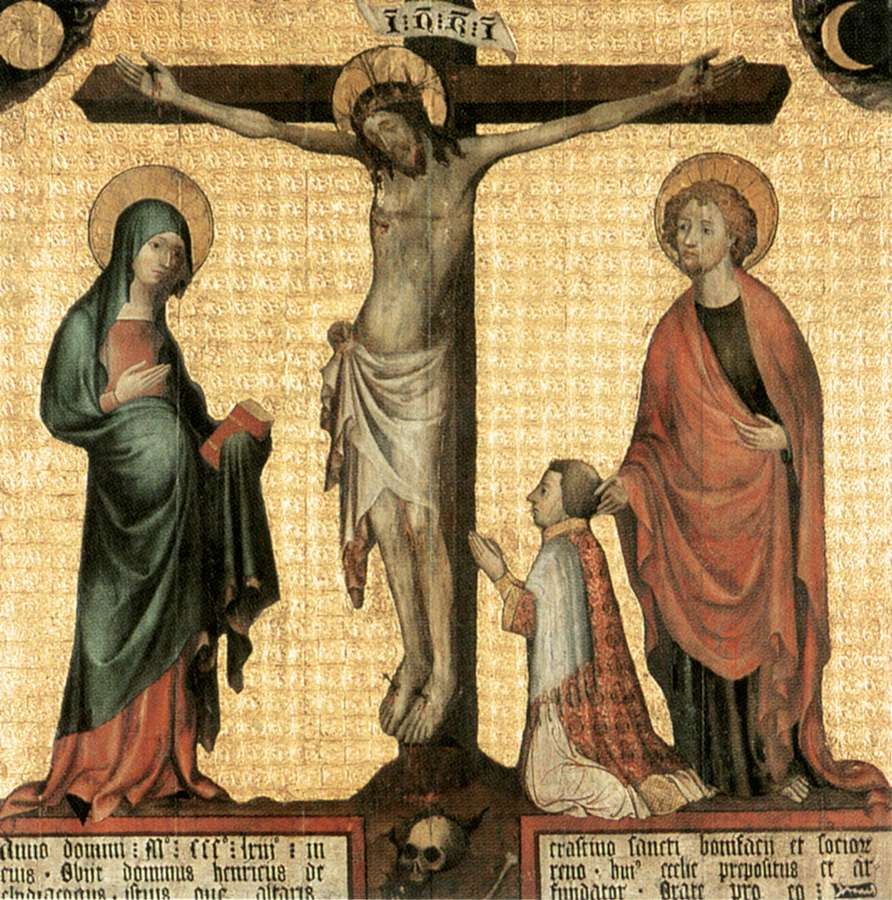
『ヘンドリック・ファン・レインの磔刑（英語版）』 (1363年)、アントワープ王立美術館
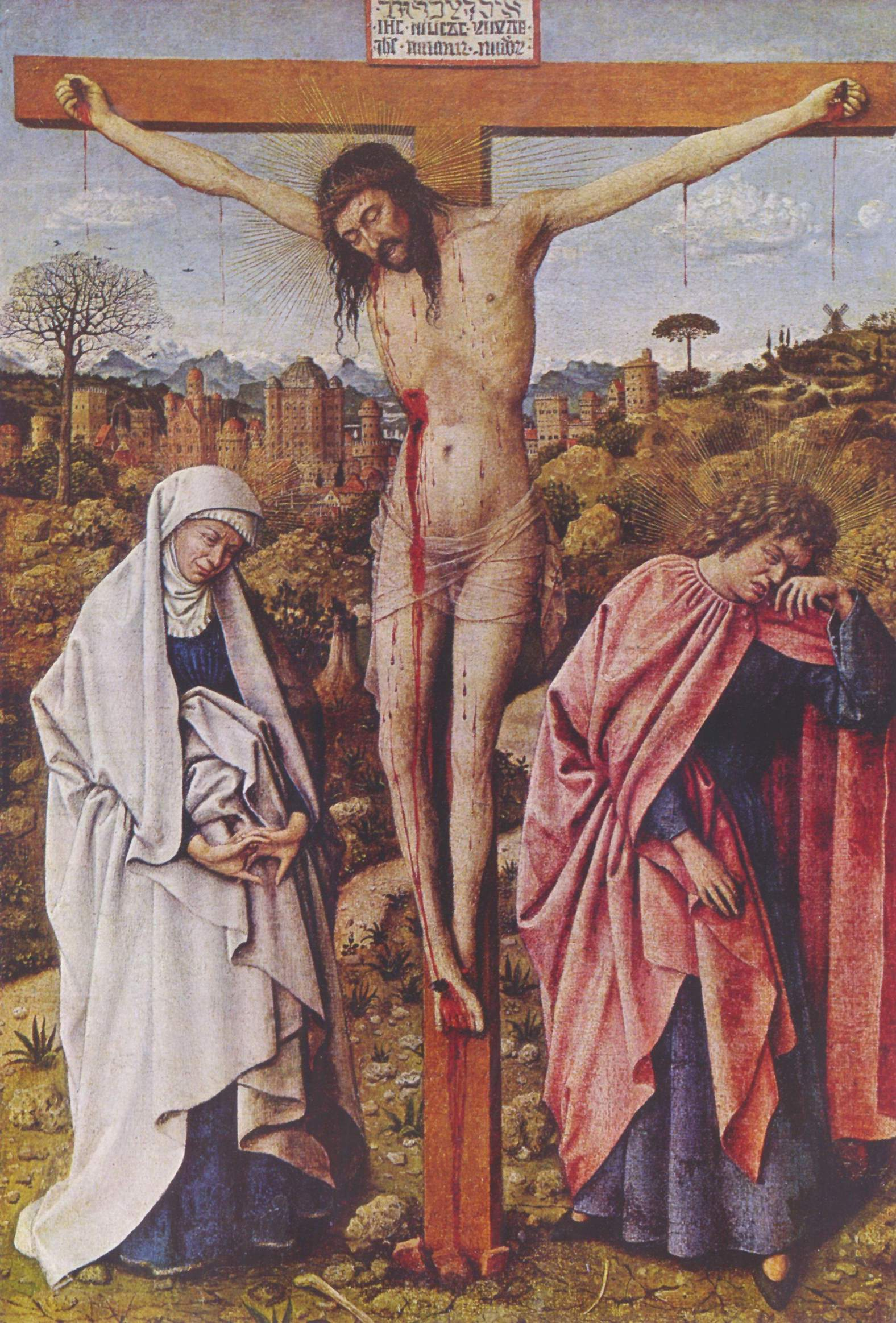
ヤン・ファン・エイク『磔刑』 (1430年ごろ) 、絵画館 (ベルリン)
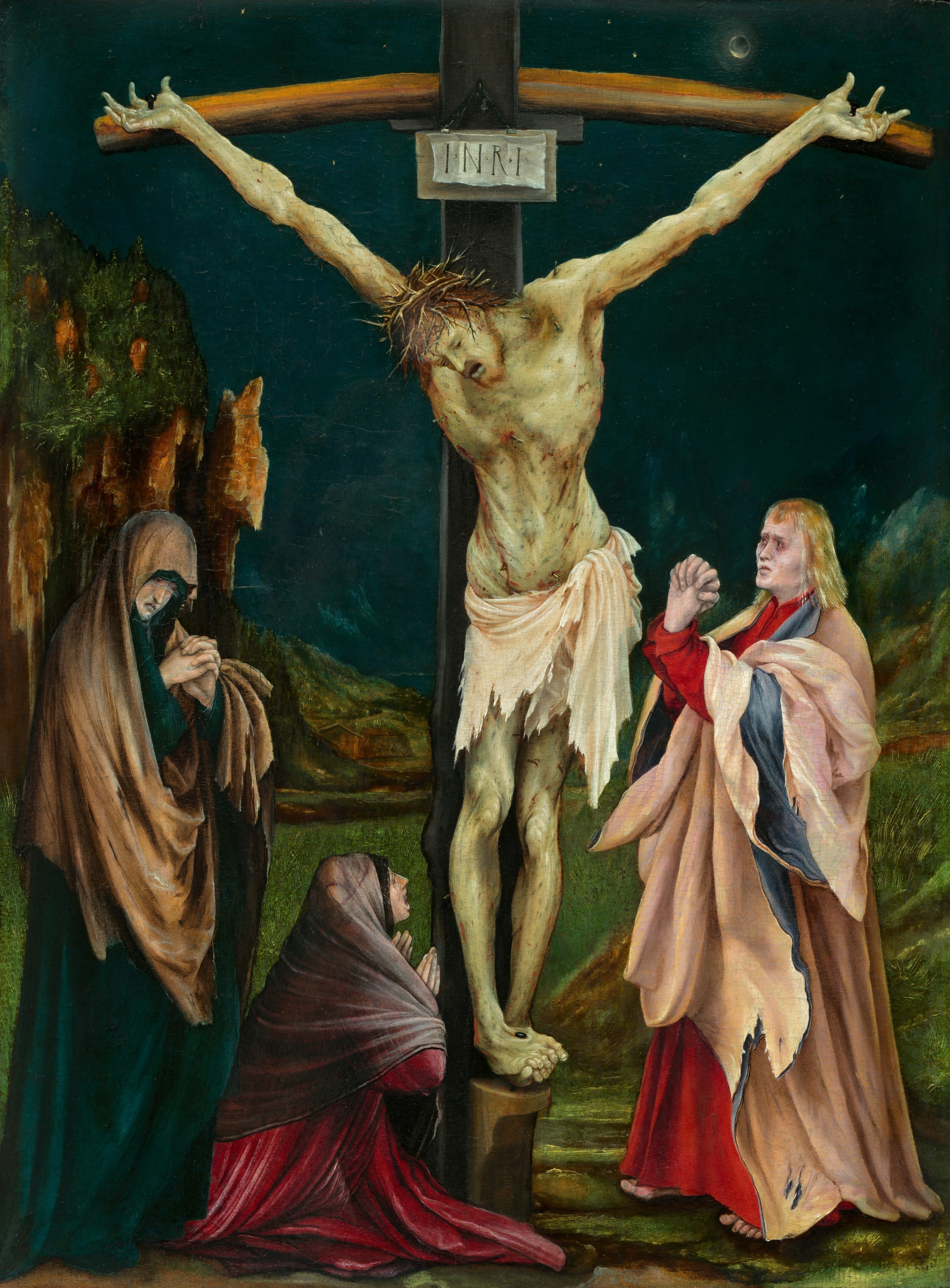
マティアス・グリューネヴァルト『小磔刑』 (1511-1520年) 、ナショナル・ギャラリー (ワシントン)
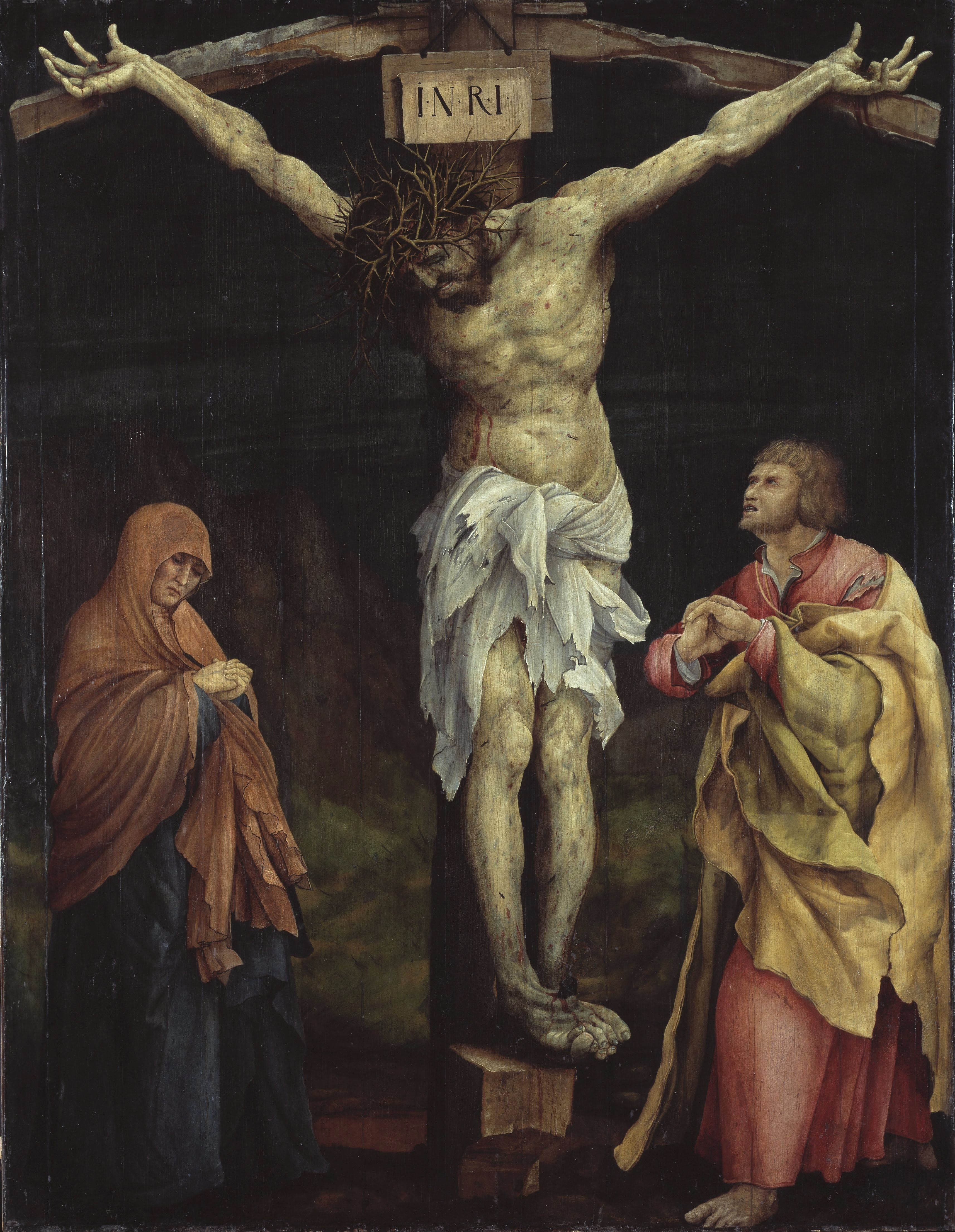
マティアス・グリューネヴァルト『磔刑』 (タウベルビショフスハイム祭壇画（英語版）) の一部。 (1523-1524年)、カルルスルーエ美術館（英語版）
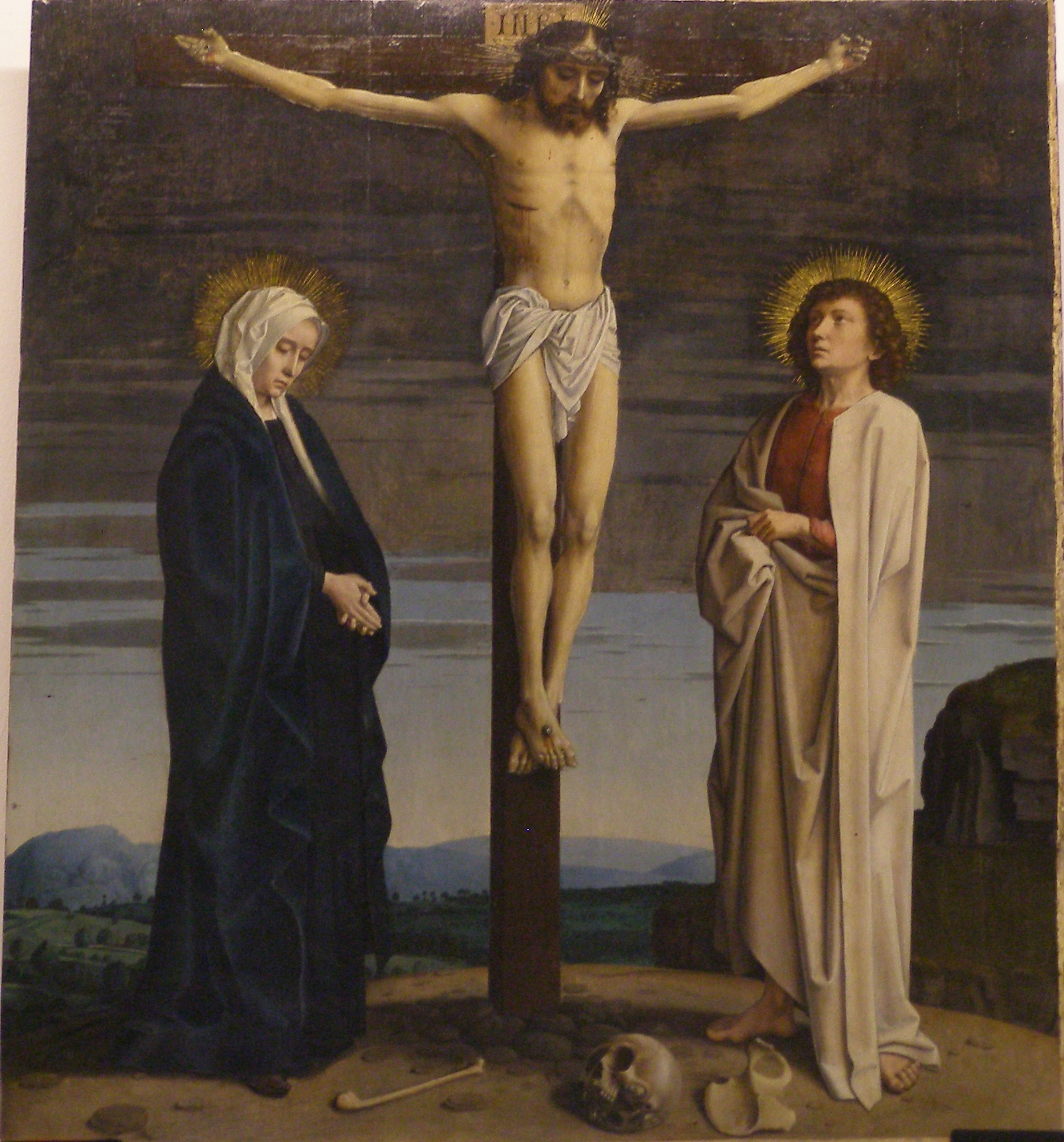
ヘラルト・ダヴィト『磔刑』 (1460-1523年ごろ)、パラッツォ・ビアンコ（英語版）、ジェノヴァ